# Kanga (indumento)

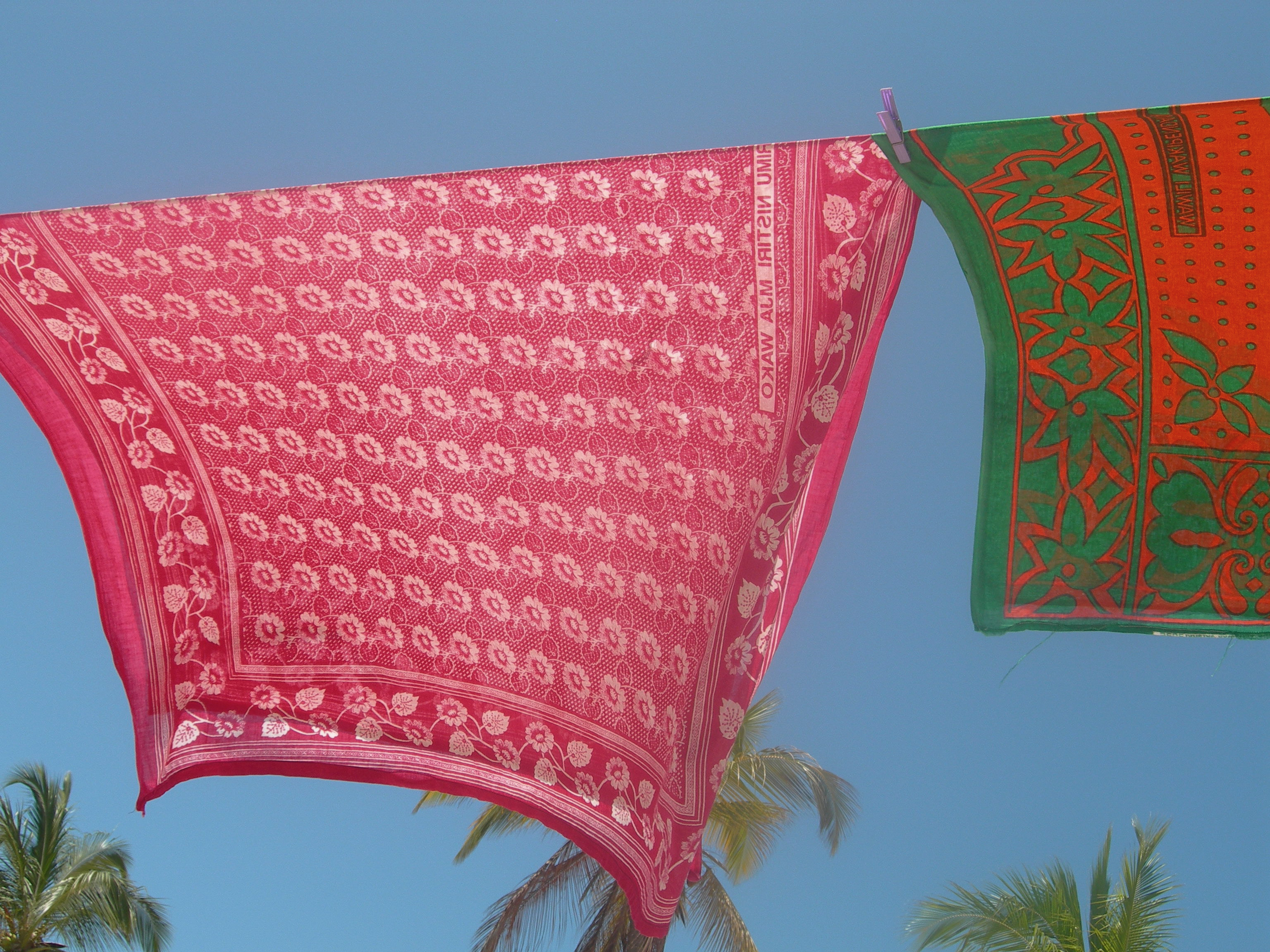
Kanga stesi ad asciugare a Paje, Zanzibar

Il kanga o khanga (talvolta lenço, dal termine portoghese per "fazzoletto", o con termini derivati) è un indumento molto colorato simile al kitenge, diffuso in gran parte dell'Africa orientale. Il nome significa "gallina faraona" in swahili, con riferimento ai colori sgargianti di alcune specie africane della famiglia Numididae.
In Kenya il kanga viene indicato come leso.
La stampa del colore avveniva originariamente attraverso timbri di legno adeguatamente incisi e immersi nell'inchiostro: il prodotto finito veniva venduto in sei pezzi quadrati. Mentre le prime versioni prevedevano solo due colori, le versioni moderne sono multicolore e vendute in due pezzi identici, da tagliare e combinare insieme.

## Caratteristiche

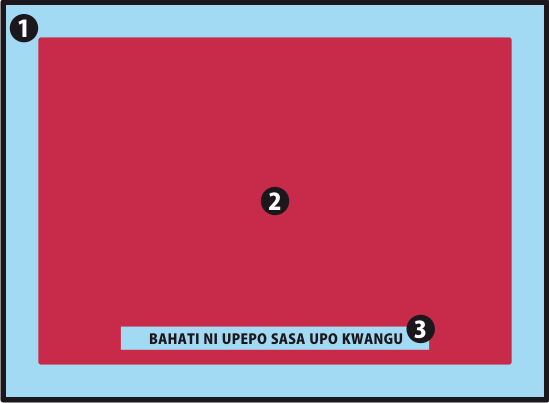
Struttura tipica del kanga. 1) pindo; 2) mji 3) jina. Qui il jina recita "Bahati ni upepo sasa upo kwangu", che significa: "La fortuna è come il vento: ora soffia dalla mia parte"

Il kanga è costituito da un rettangolo di cotone stampato (circa 1 m per una larghezza variabile, da 1,25 a 1,75 m). Il disegno del kanga tradizionale è suddiviso in due parti: un bordo detto pindo (in swahili: "cuciture") e una parte centrale detta mji (letteralmente: "città"); all'interno dello mji compare spesso una frase detta ujumbe ("frase") o più semplicemente jina (il "nome" del kanga; pl. majina), tipicamente un proverbio o una frase benaugurale. Il pindo è suddiviso in un margine esterno (spesso nero) e una striscia interna, che può essere in tinta unita o decorata con uno sfondo comunque di colore sostanzialmente omogeneo. Il mji può essere costituito da un pattern geometrico, ma sono comuni anche mji con figure di animali o altri disegni stilizzati. Per rendere il testo massimamente leggibile le lettere del jina normalmente sono tutte maiuscole.

## Uso

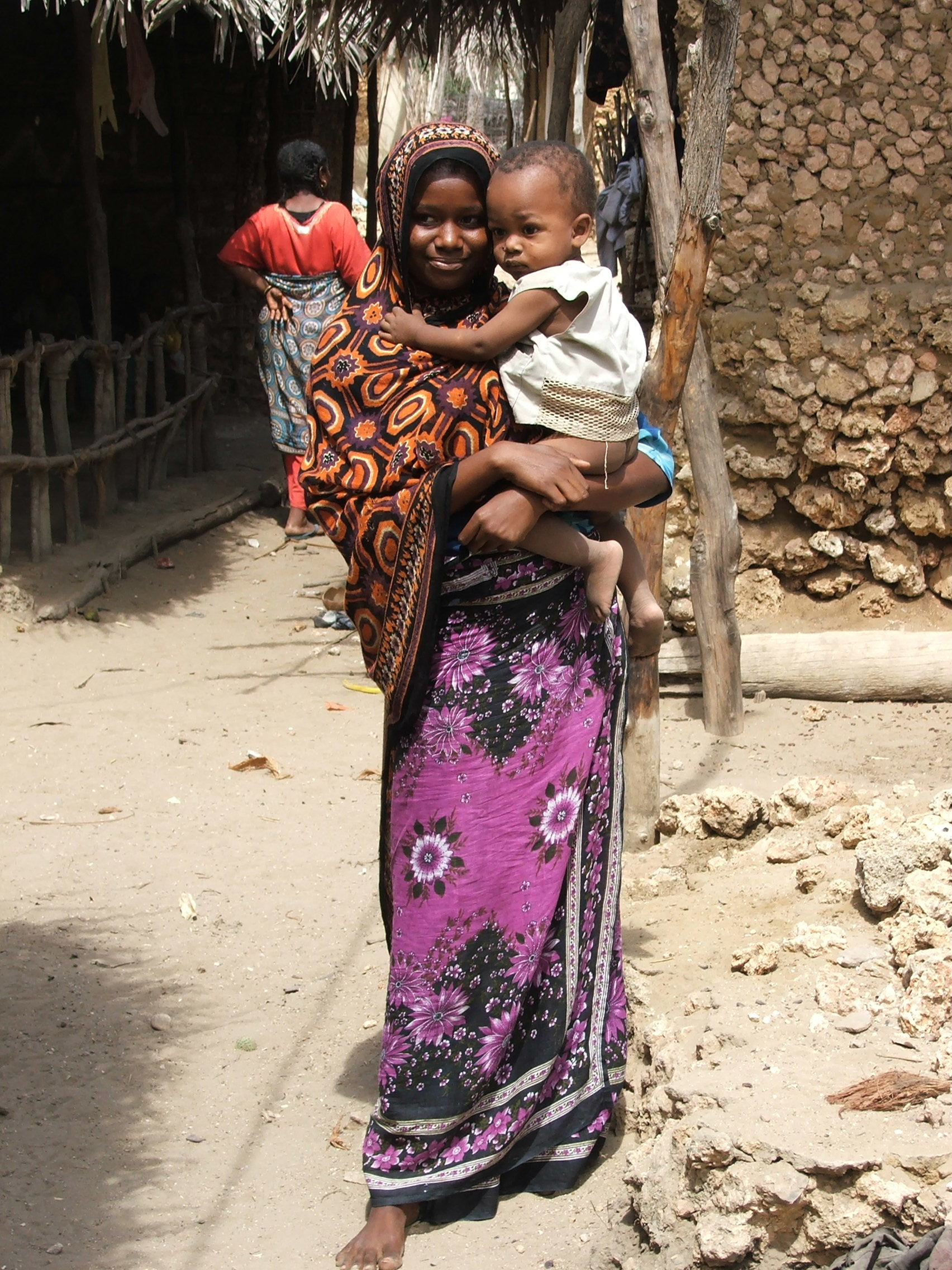
Una donna che indossa due kanga, alla maniera tradizionale swahili (Siyu, isola di Pate, Kenya)

I kanga sono in genere indossati in coppia: un elemento viene utilizzato come gonna e l'altro avvolto intorno al busto; la coppia viene chiamata doti. I due pezzi vengono indossati sia dagli uomini che dalle donne e usati anche per avvolgere i neonati o come ornamenti delle abitazioni. Il ruolo del jina viene spesso sottovalutato dagli occidentali, che sono culturalmente propensi a considerarlo una decorazione più che un vero e proprio messaggio. Nella cultura swahili, invece, si suppone che chi indossa un kanga sia ben consapevole del significato del suo jina e che intenda coscientemente comunicare quel particolare significato alle altre persone. Per questo motivo, i jina sono spesso utilizzati come strumento di propaganda politica o per informare la popolazione rispetto a campagne sanitarie o di altro genere.
Il jina, inoltre, costituisce solo la parte più esplicita del messaggio comunicato da un kanga. Nella cultura swahili, anche i diversi motivi e colori hanno tutti un significato molto preciso. Il colore di un kanga indossato da una donna, per esempio, può indicare che è pronta a sposarsi o divorziare; più in generale, la decorazione del kanga può indicare una varietà di condizioni e stati d'animo. Alcuni kanga svolgono di conseguenza un ruolo specifico in determinati momenti della vita sociale e familiare delle popolazioni swahili. Per esempio, il kisutu cha harusi è un kanga decorato con i colori rosso e nero, che a Zanzibar viene indossato dalle spose nel giorno del matrimonio.

## Origini

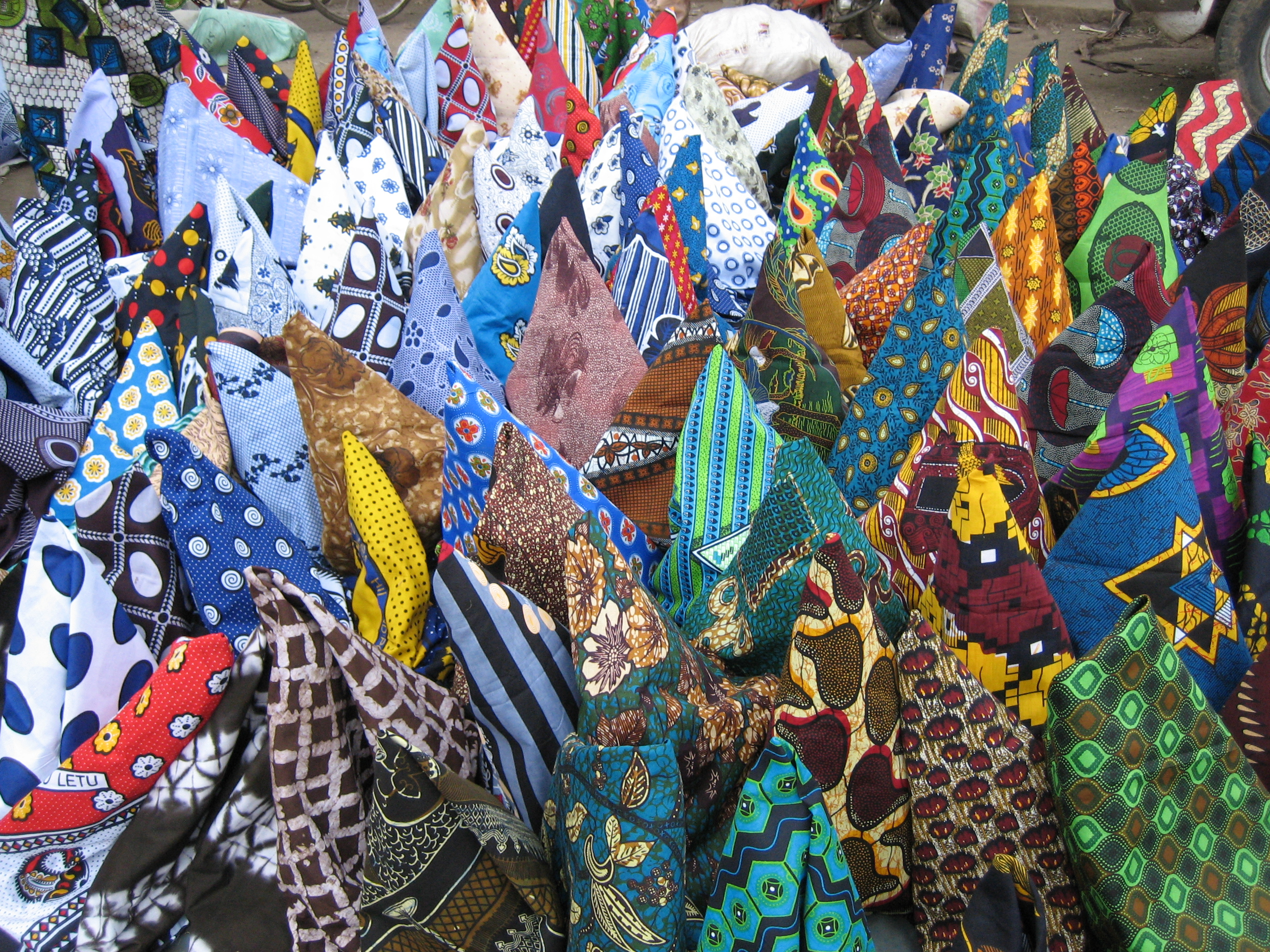
Kanga e kitenge nel mercato di Tengeru, vicino ad Arusha

La tradizione dei kanga risale alla metà del XIX secolo; non è certo quale sia l'origine esatta, probabilmente Zanzibar o Mombasa. All'origine, il kanga era realizzato da un rotolo di tessuto come quelli da cui si ricavavano i fazzoletti, tagliato secondo proporzioni diverse. I fazzoletti erano stati introdotti in Africa dall'Europa soprattutto dai mercanti portoghesi e per questo motivo ancora oggi in alcune zone dell'Africa il nome dei kanga ricorda la parola portoghese lenço, "fazzoletto"; per esempio, in alcuni luoghi vengono chiamati leso. In particolare, potrebbe essere stata l'abitudine delle donne portoghesi di indossare caratteristici fazzoletti, in numero di quattro, cuciti insieme, per avvolgere il corpo o la testa, ad ispirare la versione dell'Africa orientale.
Il disegno ha subito nel tempo una forte evoluzione. I primi kanga avevano un mji molto semplice, per esempio con una disposizione geometrica di cerchi. I pattern sono diventati via via più complessi e più colorati, e all'inizio del XX secolo si è cominciato ad aggiungere al disegno il jina, prima in arabo e poi sempre più frequentemente in swahili o comunque in lettere romane.
Pur trattandosi di indumenti tipici dell'Africa orientale, i kanga sono spesso prodotti altrove. Nella prima metà del XX secolo la maggior parte dei kanga erano realizzati in India e in Europa e importati in Africa. A partire dagli anni cinquanta diversi paesi africani (soprattutto Kenya e Tanzania) hanno intensificato la produzione locale.  In Kenya, dopo l'indipendenza, il governo di Jomo Kenyatta incoraggiò la produzione tessile in generale (identificandola come un settore industriale strategico per lo sviluppo economico del paese) e di kanga e kitenge in particolare (dato il valore simbolico di questi indumenti come rappresentativi dell'identità africana).  Verso la fine del XX secolo la produzione africana di kanga e kitenge è generalmente diminuita, per una serie di motivi: la concorrenza dei produttori asiatici (soprattutto la Cina), la crisi nella produzione locale di cotone e la crescente diffusione di indumenti occidentali di seconda mano, soprattutto provenienti dagli Stati Uniti e dall'Europa.

## Le frasi deikanga
Alcuni esempi di majina:
- Wema hauozi — "La gentilezza non è mai sprecata"
- Kawia ufike — "Meglio tardi che mai"
- Riziki Ya Mtu Hupangwa Na Mungu — "La fortuna di un uomo è decisa da Dio"
- Mimi Na Wangu Wewe Na Wako Chuki Ya Nini — "Io ho il mio e tu hai il tuo, perché litigare?"
- Sisi Sote Abiria Dereva Ni Mungu — "In questo mondo tutti sono passeggeri, Dio è il guidatore"
- Fimbo La Mnyonge Halina Nguvu — "I più forti hanno ragione"
- Liya Na Tabia Yako Usilaumu Wenzako — equivalente a "Chi è causa del suo mal pianga a sé stesso"
- Naogopa Simba Na Meno Yake, Siogopi Mtu Kwa Maneno Yake — "Temo il leone e le sue zanne, non temo l'uomo per le sue parole"[9]